# Phare de Plymouth
Le phare de Plymouth est un phare situé sur le Plymouth Breakwater, brise-lames qui protège le Plymouth Sound, dans le comté du Devon en Angleterre.
Ce phare est géré par le Cattewater Harbour Commissioners du port de Plymouth.

## Histoire
Quand le Plymouth Breakwater a subi des nouveaux travaux, après des dommages causés par les tempêtes en 1817 et 1824, un phare d'entrée de port a été construit sur le brise-lames et il est devenu opérationnel en 1844.
Identifiant : ARLHS : ENG-104 - Amirauté : A0114 - NGA : 0148 .
|                          |
| Plymouth Breakwater Fort |

|                     |
| Plymouth Breakwater |

### Lien connexe
- Liste des phares en Angleterre